# سایمون لبون
سایمون لِـبون (به انگلیسی: Simon Le Bon) (زادهٔ ۲۷ اکتبر ۱۹۵۸) موسیقی‌دان انگلیسی است که بیشتر به‌عنوان خوانندهٔ گروه موج نوی دورَن دورَن شناخته شده‌است. او ۲ سال پس از تأسیس دورن دورن به آن پیوست و تا به‌امروز در آن عضویت دارد. آن‌ها طی بیش از ۳ دهه فعالیت موسیقی‌شان ۲ جایزهٔ گرمی برده‌اند و آثارشان بارها به جدول پُرفروش‌ترین‌های کشورهای مختلف راه یافته‌است.
لِـبون همسری ایرانی‌تبار به‌نام یاسمین پروانه دارد.